# Zoé Clauzure
Zoé Clauzure (Montrouge, 12 de febrero de 2010) es una cantante y actriz francesa. Es conocida por haber ganado el Festival de la Canción de Eurovisión Junior de 2023 con la canción «Cœur». Anteriormente, en 2020, llegó a las semifinales de la séptima temporada de la versión francesa de The Voice Kids.

## Carrera
Clauzure fue descubierta en 2019 durante la séptima temporada de The Voice Kids. En las audiciones a ciegas, cantó «Homeless» de Marina Kaye. De los cuatro jueces, solo Soprano le cedió el puesto y la incorporó a su equipo, lo que la llevó hasta las semifinales. «Tienes el carisma de Vanessa Paradis, ya eres una estrella», dijo al elegir a Clauzure para las semifinales, donde cantó «Je sais pas» de Céline Dion; no fue elegida para avanzar.
En noviembre de 2020, lanzó un sencillo titulado «Ma place», que escribió junto con Bernard Clapot.
En octubre de 2021, lanzó un álbum Les Fables de La Fontaine en chansons como parte del grupo de canto We Are World Citizens, compuesto por niños de temporadas pasadas de The Voice Kids.
En 2022, lanzó un sencillo en solitario titulado «Dans les nuages». El sencillo y el videoclip que lo acompaña fueron un premio por ganar la Academia Billieblush, un concurso de canto para niñas menores de 13 años organizado por la marca de ropa Billieblush.

### Eurovisión Junior
El 27 de septiembre de 2023, France Télévisions anunció haber seleccionado a Clauzure con una canción titulada «Cœur» para representar a Francia en el Festival de la Canción de Eurovisión Junior 2023, que se celebraría en Niza el 26 de noviembre del mismo año. Ese mismo día, la canción fue lanzada como sencillo.
El 26 de noviembre, Clauzure ganó Eurovisión Junior con un total de 228 puntos, 27 puntos por delante de España, que quedó en segundo lugar. Esta fue la segunda victoria consecutiva y la tercera en total de Francia en el concurso.

## Filmografía

### Televisión
| Año  | Título     | Papel                        | Nota        |
| ---- | ---------- | ---------------------------- | ----------- |
| 2024 | Cat's Eyes | Tamara Chamade (adolescente) | 2 episodios |

## Discografía

### Álbumes
| Año  | Título                                | Nota                 |
| ---- | ------------------------------------- | -------------------- |
| 2021 | Les Fables de La Fontaine en chansons | [ 15 ]               |
| 2022 | Elles chantent Dorothée               | junto a Chloé y Maya |

### Sencillos
| Año  | Título                | Nota                               |
| ---- | --------------------- | ---------------------------------- |
| 2020 | «Ma place»            | junto a Bernard Clapot             |
| 2021 | «Hey vous les grands» | junto a Timéo feat. Les Frimousses |
| 2022 | «Dans les nuages»     |                                    |
| 2023 | «Cœur»                |                                    |